# Богдан Остап'юк
{{письменник}}
Богдан Остап'юк (20 грудня 1907, Тернопіль — 14 січня 1988, Маямі
) — фармацевт, журналіст, український видавець, громадський діяч у США.

## Життєпис
У 1920—1927 рр. навчався в Тернопільській українській державній гімназії. Вищу освіту здобував в університетах Кракова (Польща) і Ґраца (Австрія).
Студіював у 1927—1929 рр. хімію в Кракові. Одночасно відвідував лекції з української літератури професора Богдана Лепкого, часто бував у нього вдома на літературних вечорах.
Співосновник студентської корпорації «Чорноморе».
Був активним учасником української «Студентської Громади», належав до п'ятірки УВО, провідником якої був Богдан Кабарівський. Ця п'ятка готувала замах у грудні 1929 р. на редакцію «Ілюстрованого Кур'єра Щоденного» в Кракові.
У 1930–1931 рр. вивчав фармацію в м. Ґрац (Австрія).
Після повернення до Тернополя Богдан Остап'юк брав активну участь у громадських організаціях: «Молода Громада», «Просвіта», «Рідна школа», «Сокіл», співав у хорі «Боян».
Наприкінці Другої світової війни, навесні 1944 року, разом із сім'єю емігрував до Німеччини (працював у таборовій управі в м. Ґанакер, округ Реґенсбурґ), а в 1950 р. переїхав до США і поселився у Маямі на Флориді. Там в 1954—1977 рр. працював фармацевтом у найбільшій у цьому місті шпитальній аптеці.
Обирався секретарем Церковної Ради, головою Комітету Українських громадських організацій, був членом Спілки українських журналістів США, позаштатним кореспондентом газети «Свобода».

## Родина
- Батько, колишній старшина української військової жандармерії, загинув у 1920 році на Україні разом з 40 тисячами воїнів УГА[6]
- Мати, Марія з Бортників Остап'юк[7]
- Дядько, Януарій Бортник, актор, режисер ’’Березолю"[8]; розстріляний у 1938 році
- Дружина Євгенія, тесть Теодор Бекесевич
- Діти, онук:
  - Лідія, вчить малярства і рисунку в Х'юстоні,
  - Надія Марія[9], мисткиня, загинула на 25-му році життя в автомобільному випадку 16 лютого 1969 року
  - Борис, учителює у Вест Палм Біч
  - онук Данилко[10]

## Твори
Від 1952 року автор спогадів, літературних нарисів у часописах, альманахах і журналах США. Від 1957 р. брав активну участь у створенні двох перших томів збірника «Шляхами золотого Поділля», а з 1970 року — членом редколегії третього тому цього збірника (1983) і співредактором «Тернопільського бюлетеня».
Автор книг
- Давній Тернопіль: історичні нариси, постаті, картини хліборобської праці, традиційні святкування, спогади = Bohdan Ostapiuk. Old Ternopil. Memoirs / — Маямі — Торонто: [б.в.] — 1984. — 208 c. : іл. / Друге видання: Центр навчальної літератури.  — 2020. — 202 c. ISBN 978-611-01-1961-0
- Відгомін минулого. Історичні нариси, визначні постаті: письменники, мистці, науковці — Маямі — Корал Спрінгс: Printed by Sir Speedy[en] Printing, Coral Springs & West Palm Beach, Florida, 1987. — 220 с.

Редактор серії книгШляхами Золотого Поділля. — Філядельфія, Пенсильванія. Реґіональне об'єднання Тернопільщина.
1. Том 1. Реґіональний історично-мемуарний збірник Тернопільщини. Редакційна Колегія: Степан Конрад, Володимир Мацьків, Роман Миколаєвич, Богдан Остапюк — 2-ге видання Комітету Тернопільщина. — Філядельфія, 1983. — 286 с. / Зміст [djvu] — (Український архів / Наукове товариство ім. Шевченка ; т. 21)
2. Том 2. Реґіональний збірник Тернопільщини / Наукове товариство імені Шевченка. Редакційна Колегія: Василь Лев, Григор Лужницький, Роман Миколаєвич, Володимир Мацьків — Філядельфія: Америка, 1970. — 229 с. : іл. + 1 л. карти. — Зміст [djvu] (Український архів / Наукове товариство ім. Шевченка ; т. 21) — Коли в І томі редактори дали перевагу матеріялам з давніших часів, то в цьому переважають матеріяли новіших часів
3. Том 3. Тернопільщина і Скалатщина: реґіональний історично-мемуарний збірник / Наукове товариство імені Шевченка ; Редакційна Колегія: Роман Миколаєвич, Пилип Гайда, Марія Кінасевич, Богдан Остап'юк та ін. — Нью-Йорк-Париж-Торонто, 1983. — 846 с.: іл.+ 1 л. карти. — (Український архів / Наукове товариство ім. Шевченка ; т. 35)

Аудіо
- Богдан Остап'юк про тернопільську Дорошівку та Різдво (1969) // Тернопільський бюлетень, 1975, 31 грудня 1969 року // youtube, Тернопільські Балачки, 12'38".